# Jednostka ognia
Jednostka ognia – określona i ustalona liczba sztuk amunicji przydzielona na jednostkę broni, wyposażenia indywidualnego (lub grupowego), pojazdu bojowego lub zestawu rakietowego. Zazwyczaj równała się liczbie jarzm amunicyjnych, pojemności taśm lub magazynków (choć nie zawsze). Definicja ta obowiązywała w Układzie Warszawskim.
Jednostka ognia to norma przeciętnego zużycia amunicji na dobę walki (według definicji stosowanych w WP II RP). Definicja ta jest tożsama z definicją DOS (Day of supply) stosowanego w NATO.

## Przykłady jednostek ognia
Broń strzelecka
- karabinek AKM (7,62 mm kbk AK, AKM, AKMŁ, AKMS i AKMSŁ)

7,62 mm nb wz. 43 z poc. PS - 255 nb
7,62 mm nb wz. 43 z poc. T45 - 45 nb
Razem - 300 naboi (nb)
- karabin maszynowy PK (7,62 mm km PK, PKM, PKMN - dot. również ustawionych na obrotnicy Star-266)

7,62 mm nb kb z poc. PS - 700 nb
7,62 mm nb kb z poc. ZB-46 - 100 nb
7,62 mm nb kb z poc. T46 - 200 nb
Razem - 1000 naboi
- karabin maszynowy PKS (7,62 mm km PKS, PKMS i PKMSN)

7,62 mm nb kb z poc. PS - 1400 nb
7,62 mm nb kb z poc. ZB-46 - 200 nb
7,62 mm nb kb z poc. T46 - 400 nb
Razem - 2000 naboi
- czołgi
  - PT-76 - 40 nabojów do działa i 1000 naboi do karabinu maszynowego
  - T-34/76 - 100 nabojów do działa i 3150 naboi do karabinu maszynowego
  - T-34/85 - (czołg średni T-34M2 z 85 mm armatą czołgową wz. 44 ZiS-S-53)

85 mm nb D44 z granatem OF, ładunek pełny - 38 nb (66%)
85 mm nb z poc. ppanc. smug. - 13 nb (23%)
85 mm nb z poc. kumulacyjnym bezwirowym - 6 nb (11%)
Razem - 57 nb (100%)
7,62 mm nb z poc. PS lub L - 1680 nb (70%)
7,62 mm nb z poc. T-46 - 480 nb (20%)
7,62 mm nb z poc. ZB-46 - 240 nb (10%)
Razem 2400 nb (100%)
- T-55U - ze 100 mm armatą czołgową wz. 44 D-10T2S

100 mm nb z granatem OF, ład. pełny - 25 nb
100 mm nb z poc. ppanc. smugowym - 8 nb
100 mm nb z poc. ppanc. podkalibrowym - 6 nb
100 mm nb z poc. kumul. bezwirowym - 6 nb
Razem - 45 nb
7,62 mm nb z poc. PS lub L - 2450 nb
7,62 mm nb z poc. T-46 - 700 nb
7,62 mm nb z poc. B-32 - 350 nb
Razem - 3500nb
12,7 mm nb z poc. B-32 - 134 nb
12,7 mm nb z poc. BZT - 66 nb
Razem - 200 nb
- T-55A - ze 100 mm armatą czołgową wz. 44 D-10T2S

100 mm nb z granatem OF, ład. pełny - 25 nb
100 mm nb z poc. ppanc. smugowym - 8 nb
100 mm nb z poc. ppanc. podkalibrowym - 6 nb
100 mm nb z poc. kumul. bezwirowym - 6 nb
Razem - 45 nb
7,62 mm nb z poc. PS lub L - 1575 nb
7,62 mm nb z poc. T-46 - 450 nb
7,62 mm nb z poc. ZB-46 - 225 nb
Razem - 2250 nb
12,7 mm nb z poc. B-32 - 134 nb
12,7 mm nb z poc. BZT - 66 nb
Razem - 200 nb
- BWP-1 (bwp BMP-1 (BMP-765) z 73 mm armatą 2A28)

73 mm nb PG-15W - 24 nb
73 mm nb OG-15W - 16 nb
Razem - 40 nb
ppk 9M14M - 4 poc.
Razem - 4 poc.
7,62mm nb z poc. PS lub L - 1400 nb
7,62mm nb z poc. T-46 - 400 nb
7,62mm nb z poc. ZB-46- 200 nb
Razem - 2000 nb